# Doron Amit

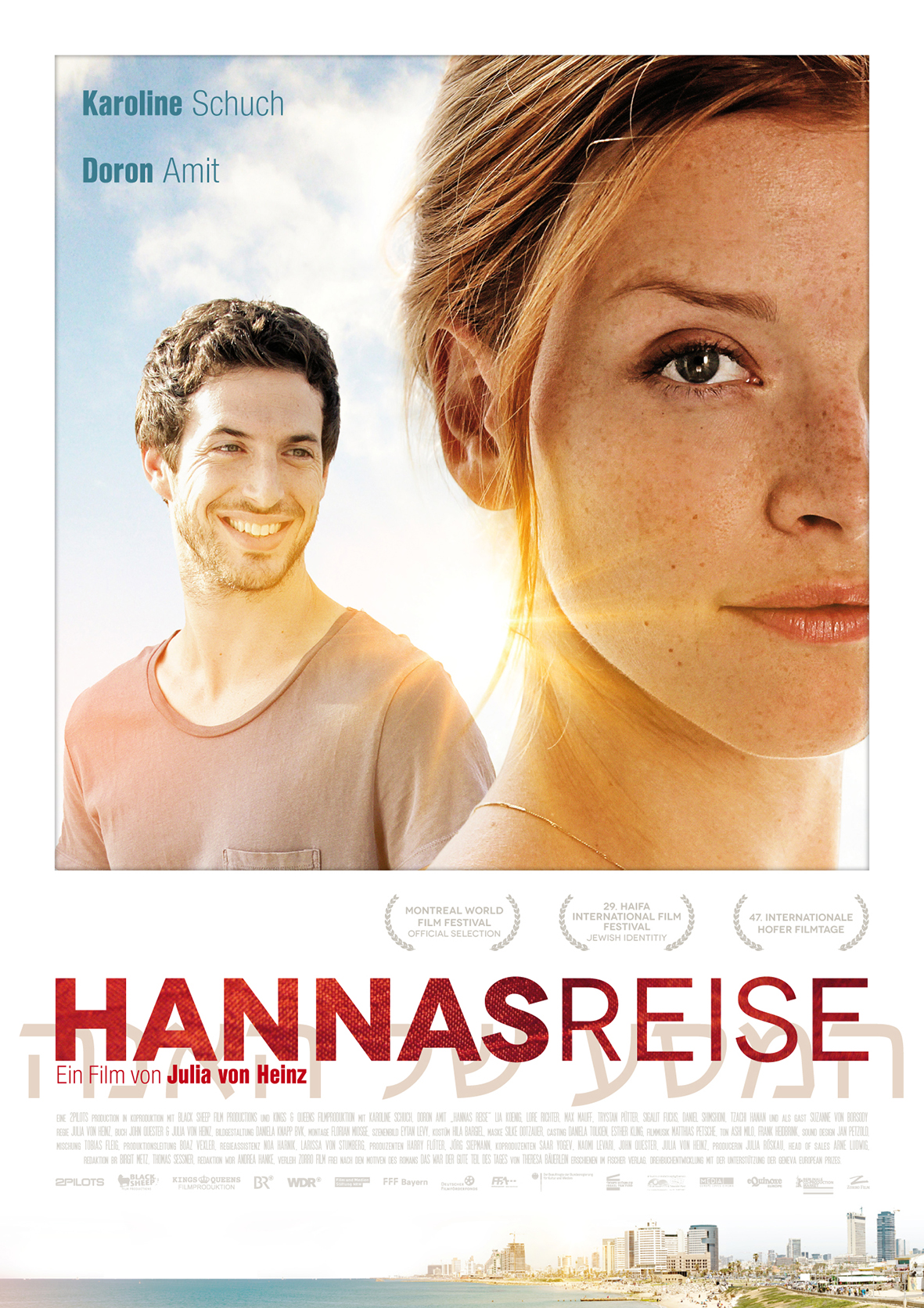
Doron Hamit und Karoline Schuch auf dem Filmplakat zu Hannas Reise.

Doron Amit (hebräisch דורון עמית; * 29. April 1982 in Israel) ist ein israelischer Schauspieler.

## Leben
Amit wurde als Enkel von Holocaust-Überlebenden geboren und wuchs im Kibbuz HaOgen in Israel auf. Er ist mit Anat Czarny, einer Sängerin der Tel Aviver Oper, verheiratet.
Amit gehört zum Ensemble des Theaters Habimah in Tel Aviv. Bekannt wurde er vor allem durch die deutsch-israelische Coproduktion Hannas Reise (2014), in der er gemeinsam mit Karoline Schuch unter der Regie von Julia von Heinz spielt. Seine Rolle als lässiger Betreuer von behinderten Menschen, der die spröde Hanna in ihr neues Aufgabenfeld einarbeiten soll, variiert zwischen humorvollem und sarkastischem Flirten und der echten Besorgnis um die Menschen um ihn herum. Im Laufe des Films lernen die Hauptdarsteller, dass ihr Glück in ihren eigenen Händen liegt.
In der Komödie Traumfrauen (2015) spielt er in einer Nebenrolle den Musiker Guy. Für seine Rollen in deutschen Filmen erlernte er die deutsche Sprache.